# Еппс (Луїзіана)
Еппс (англ. Epps) — селище (англ. village) в США, в окрузі Вест-Керролл штату Луїзіана. Населення — 358 осіб (2020).

## Географія
Еппс розташований за координатами 32°36′14″ пн. ш. 91°28′53″ зх. д. / 32.60389° пн. ш. 91.48139° зх. д. (32.603824, -91.481412).  За даними Бюро перепису населення США в 2010 році селище мало площу 2,50 км², уся площа — суходіл.

## Демографія
Згідно з переписом 2010 року, у селищі мешкали 854 особи в 191 домогосподарстві у складі 139 родин. Густота населення становила 342 особи/км².  Було 227 помешкань (91/км²).
Расовий склад населення:
| - 50,5 % — чорних або афроамериканців - 46,5 % — білих - 0,7 % — корінних американців - 0,1 % — азіатів |

До двох чи більше рас належало 1,3 %. Частка іспаномовних становила 5,9 % від усіх жителів.
За віковим діапазоном населення розподілялося таким чином: 13,5 % — особи молодші 18 років, 76,5 % — особи у віці 18—64 років, 10,0 % — особи у віці 65 років та старші. Медіана віку мешканця становила 33,5 року. На 100 осіб жіночої статі у селищі припадало 203,9 чоловіків;  на 100 жінок у віці від 18 років та старших — 234,4 чоловіків також старших 18 років.
Середній дохід на одне домашнє господарство  становив 36 269 доларів США (медіана — 23 281), а середній дохід на одну сім'ю — 43 706 доларів (медіана — 31 250). За межею бідності перебувало 26,3 % осіб, у тому числі 56,0 % дітей у віці до 18 років та 15,6 % осіб у віці 65 років та старших.
Цивільне працевлаштоване населення становило 168 осіб. Основні галузі зайнятості: освіта, охорона здоров'я та соціальна допомога — 17,3 %, сільське господарство, лісництво, риболовля — 17,3 %, роздрібна торгівля — 16,1 %.